# Bismarckberge
Die Bismarckberge sind ein markantes Gebirgsmassiv in Namibia, sie liegen rund 5 km südlich vom Flughafen Windhoek Hosea Kutako. Die Bismarckberge stellen die östliche Verlängerung der Auasberge dar und erstrecken sich über eine Fläche von rund 15 km². Der höchste Gipfel besitzt eine Höhe von 2289 m.
Östlich der Bismarckberge liegen die Ziegenberge (1978 m), weiter südlich der Rosaberg (2067 m).